# Antoine Firn
Antoine Firn est le premier des prêtres strasbourgeois passés à la Réforme qui dit la messe en langue allemande et se maria. La bénédiction nuptiale eut lieu le 9 novembre 1523 dans la cathédrale. Il mourut en 1530 comme pasteur de l'église Saint-Nicolas de Strasbourg. 
Dans le livre de bourgeoisie, on peut lire exactement ceci : « Item der wolgelert meister ANTHONIUS FURNKORN luppriester zuo sant Thoman, hat das burgreht koufft vnd den artikel zu haltten gelopt vnd versprochen vnd dient zuon schmyden. Actum frittag noch Medhardi ».

## Sources
- Le livre de bourgeoisie de la ville de Strasbourg 1440-1530, tome II, p. 683 - de Ch. Wittmer et J.Ch. Meyer - Strasbourg 1954